# Вишина-Рудзька
Вишина-Рудзька (пол. Wyszyna Rudzka) — село в Польщі, у гміні Руда-Маленецька Конецького повіту Свентокшиського воєводства.
Населення — 128 осіб (2011).
У 1975-1998 роках село належало до Келецького воєводства.

## Демографія
Демографічна структура на день 31 березня 2011 року:
|          | Загалом | Допрацездатний вік | Працездатний вік | Постпрацездатний вік |
| -------- | ------- | ------------------ | ---------------- | -------------------- |
| Чоловіки | 61      | 7                  | 45               | 9                    |
| Жінки    | 67      | 14                 | 37               | 16                   |
| Разом    | 128     | 21                 | 82               | 25                   |